# Nuraghe Mannu (Dorgali)
Il nuraghe Mannu è un sito archeologico, risalente alla Civiltà nuragica, che sorge a circa 180 metri dal livello del mare e domina dall'alto il paese di Cala Gonone. Esattamente si trova sulla costa orientale della Sardegna, al centro del golfo di Orosei in provincia di Nuoro nel territorio del comune di Dorgali. Il nuraghe, nonostante sorga in una posizione scomoda da raggiungere è parzialmente visibile dal basso e dalla costa.

## Storia
Attualmente tutta la zona limitrofa e circostante il sito è oggetto di ricerche e scavi archeologici. Il primo esploratore della zona è stato Antonio Taramelli che nel 1927 denunciava lo scempio che le genti del luogo facevano, ovvero, utilizzavano le pietre del monumento per la costruzione di proprie abitazioni e strade. Lo studioso scoprì l'edificio più settentrionale e quello più meridionale risalenti all'Epoca Romana.

## Struttura
Il nuraghe Mannu è un monotorre di piccole dimensioni, è alto 4,70 metri nella parte più alta ed è costruito con grandi pietre poliedriche di roccia basaltica e trachite. La facciata principale sovrasta il tratto di costa montuoso soprastante la spiaggia di cala Fuili, si presenta ad est con un ingresso di forma trapezoidale alto 1,40 metri, largo 1,10 m alla base, e misurato 0,60 m nella parte superiore. Si rileva la presenza di una scala, la quale però era presente solo in passato visto che non è del tutto integra ai giorni nostri. La stanza principale è di forma ellittica/irregolare al suo interno manca comunque un'articolazione di vari ambienti; notiamo la presenza di diverse nicchie poste a breve distanza l'una dall'altra che caratterizzano il tempio. La struttura del nuraghe è particolarmente modesta rispetto alla grande estensione del villaggio nuragico che sorge ai suoi piedi. Il villaggio è costituito da varie capanne a pianta circolare fatte di pietre non levigate e di costruzioni a pianta rettangolare costruite con pietre squadrate poste una sopra l'altra senza nessuna lega di coesione.

### Funzione
La funzione di questa grossa ed imponente struttura si presume potesse essere quella di "torre di avvistamento", il nuraghe sorge vicino ad un altro sito archeologico più grande "Su Nuragheddu" che pare avesse anche la funzione di difendere la popolazione da attacchi esterni. Quindi le nicchie erano delle semplici postazioni di guardia e non delle feritoie come gli studiosi hanno ipotizzato all'inizio.

## Reperti
Nei reperti individuati sono stati trovate incisioni a forma di spina di pesce, di una croce apicata con una sbarretta alla base e di linee a zig - zag. Questi, sono probabilmente simboli sacri solitamente rappresentati su steli decorate. Frammenti di laterizi e di ceramica romana sono stati ritrovati intorno al Nuraghe. Il gruppo di occupazione giovanile che lavora nel territorio di Dorgali/Cala Gonone ha portato alla luce dei frammenti di vasi e tazze risalenti all'età nuragica; mentre altri cocci ritrovati vicino al muro di cinta, appartengono ad olle a corpo globulare ed a tegami composti da impasti grezzi mal cotti.

## Galleria d'immagini

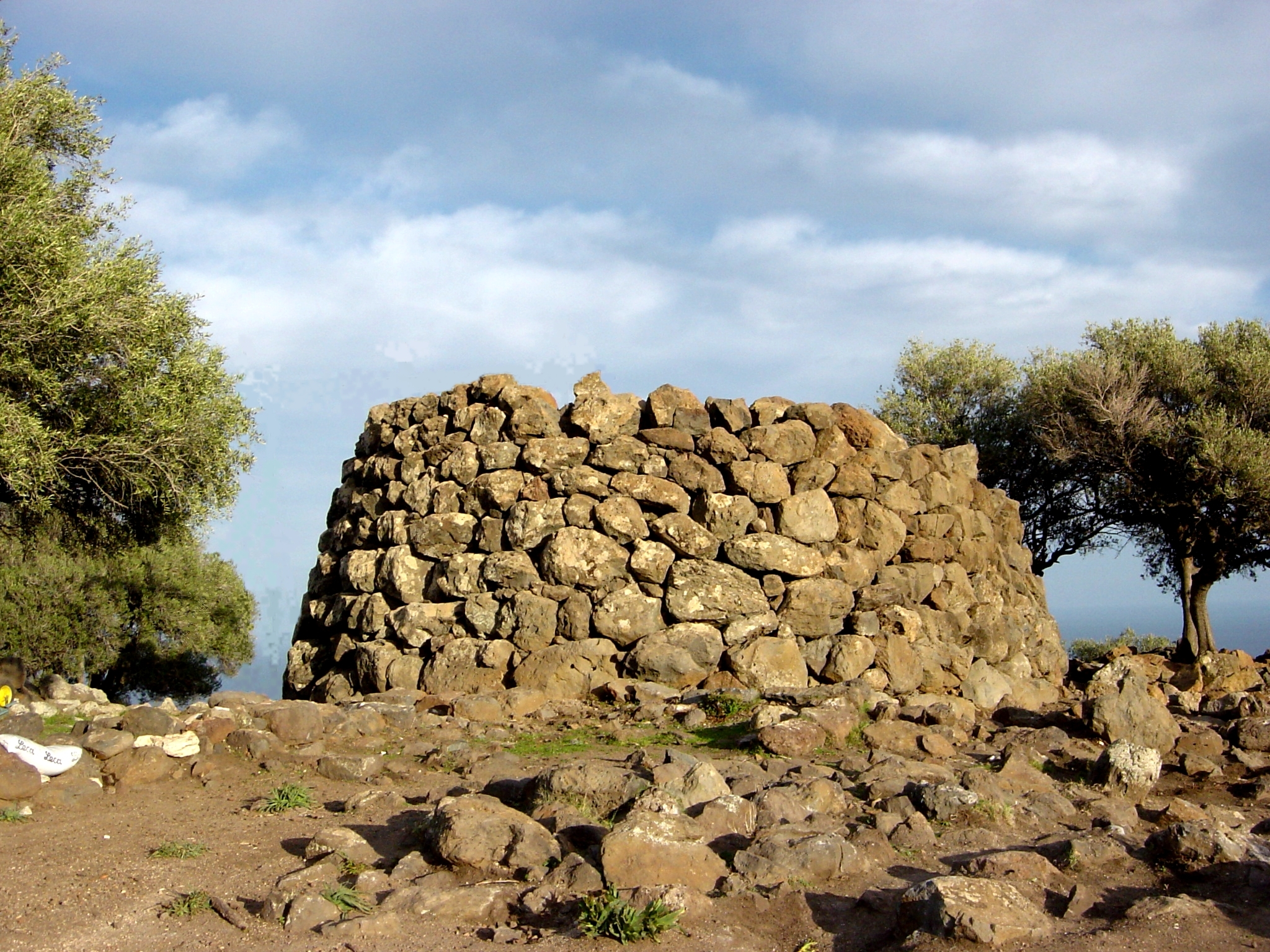
Il nuraghe Mannu
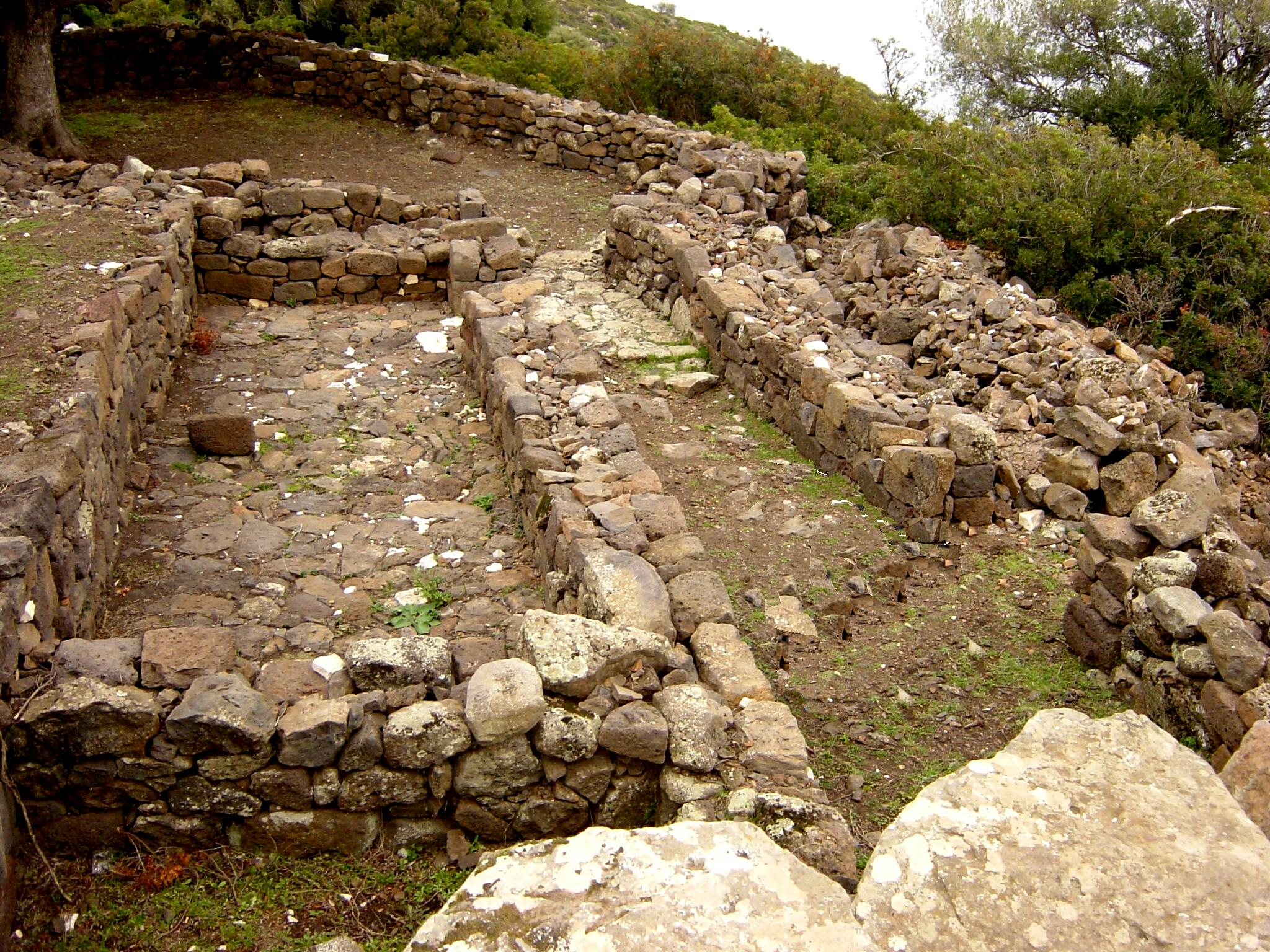
Le capanne attorno al nuraghe
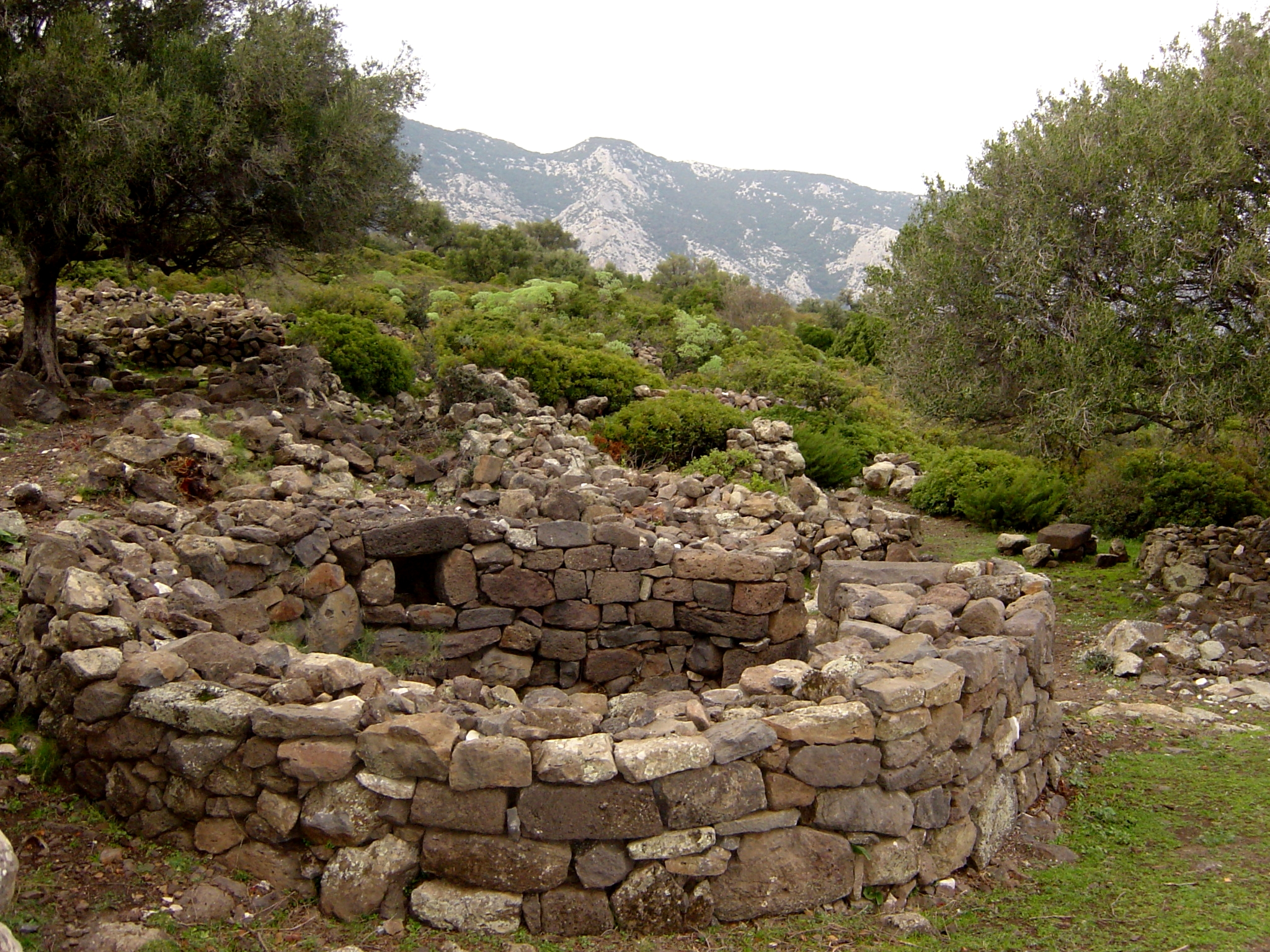
Capanna circolare
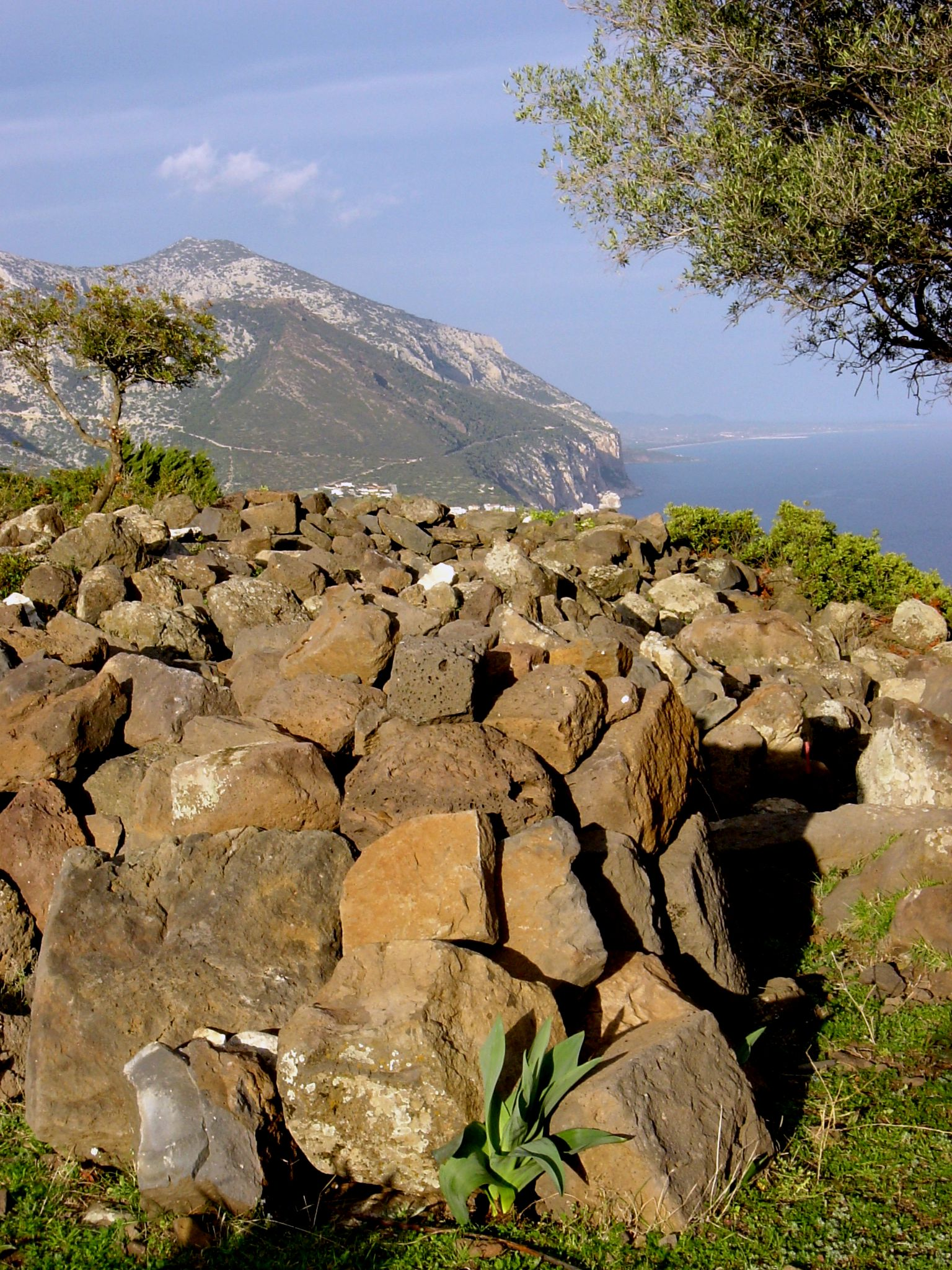
Mura del villaggio e sullo sfondo il golfo di Orosei con Cala Gonone